# Nerf érecteur
 (avril 2017).
Si vous disposez d'ouvrages ou d'articles de référence ou si vous connaissez des sites web de qualité traitant du thème abordé ici, merci de compléter l'article en donnant les références utiles à sa vérifiabilité et en les liant à la section « Notes et références ».
Le nerf érecteur est issu des racines S2-S3-S4, il sort par les foramens sacraux antérieurs. Il fait partie du système parasympathique. Il appartient de plus au plexus hypogastrique inférieur (constitué du système sympathique via les nerfs hypogastriques). Il apporte donc une afférence parasympathique à ce plexus.
Ces nerfs ne sont pas destinés uniquement au phénomène de l'érection, comme par exemple la contraction du détrusor vésical lors de la miction.